# Kafi
De Kafi is een raga uit de Hindoestaanse muziek. De Kafi wordt doorgaans 's avonds tussen 18.00 en 21.00 uur gespeeld. Kafi is ook de naam van de that (de toonladder, volgens indeling in het that-systeem). De Kafi kent de volgende varianten: Kafi Kanada en Kafi Kanra.

## Kenmerken
- Prahar (de tijd van de dag behorend bij de raga) = 5e periode, tussen 6pm en 9pm

### Stijgend
- Arohana S - R - g - m - P - D - n - S'[1]

### Dalend
- Avarohana S' - n - D - P - D - m - g - R - S

### Kenmerkend motief
- Pakad S - R - R - g - m - P

### Vadi(belangrijkste toon) &Samvadi(op een na belangrijkste toon)
- Pancham (P) (de kwint) is de vadi swara en Shadj (S) (de grondtoon) is de samvadi swara.